# Paulo Vinícius (calciatore 1990)
Paulo Vinícius Souza dos Santos (San Paolo, 21 febbraio 1990) è un calciatore brasiliano naturalizzato ungherese, difensore del BVSC Budapest.

## Palmarès

### Club

#### Competizioni nazionali
- Coppa di Lega ungherese: 1

Videoton: 2011-2012
- Supercoppa d'Ungheria: 1

Videoton: 2012
- Campionato ungherese: 2

Videoton: 2014-2015, 2017-2018
- Coppa d'Ungheria: 1

MOL Vidi: 2018-2019